# قلعة دختر (كوهسرخ)
قلعة دختر كوهسرخ أو قلعة دختر خوشاب هي قلعة تاريخية تعود إلى قرن 6 هـ إلى قرن 8 هـ، وتقع في 6 كيلومترات شرق قرية خوشاب، مقاطعة بردسكن و8 كيلومترات قرية کريز، مقاطعة كوهسرخ. وتم تسجيل هذه القلعة في 24 مايو 2007 مع رقم تسجيل 19119 باعتباره أحد التراث الوطني الإيراني.